# Дзонгка (језик)
Дзонгка је званични језик Бутана. У дословном преводу значи језик којим говоре у дзонгу. Дзонгови су манастири утврђени у 17. веку у Бутану. Припада породици сино-тибетских језика и по својој структури најсличнији је тибетском језику.